# Роберт I де Дрё
Роберт I де Дрё, Роберт I Великий (фр. Robert I de Dreux; ок.1125 — 11 октября 1188) — граф де Дрё. Пятый сын французского короля Людовика VI Толстого и Адели Савойской, основатель Дома де Дрё.

## Биография
В 1145 году в результате женитьбы на Гарвизе д’Эврё стал графом Перша.
Вместе со своим братом, королём Людовиком VII, Роберт де Дрё принимал участие во втором крестовом походе (1147—1149). Вернувшись во Францию раньше короля, задумал захватить власть, но его заговор потерпел неудачу благодаря аббату Сугерию — регенту королевства.
В 1152 году после женитьбы на Агнессе де Бодман получил в приданое графство Брена и синьории Фер-ан-Тарденуа, Арси, Нель, Лонгвиль, Кенси-су-ле-Мон, Савиньи-сюр-Ардр, Бодман, Торси, Шайли и основал синьорию Бри-Конт-Робер.
В 1152 году Роберт получил в апанаж графство Дрё (в 1184 году передал его сыну, Роберту II).
Роберт в 1180 году даровал коммунальные права городу Дрё. Также он основал город Бри-Конт-Робер, названный в его честь.

## Семья и дети
Первым браком Роберт де Дрё был женат (ок. 1140) на Агнессе (1122—1143), дочери Ансо де Гарланда, графа де Рошфор, сенешаля Франции. Сын:
- Симон (1141—1182), сеньор де ла Ну.

Вторая жена (с ок. 1144) — Арвиза (1118—1152), дочь Готье дЭврё, графа Солсбери. От этого брака родилась:
- Адель (Алиса) де Дрё (1145 — после 1210), мужья: с не ранее 1156 — Валеран III, граф де Бретейль, с 1161 — Ги II, сеньор де Шатильон, затем Жан I де Торот, умерший в 1176, и Рауль I де Нель, граф Суассона, умерший в 1235.

Третьим браком (1152) Роберт де Дрё был женат на Агнессе де Бодман, графине де Брен (1130—1202/18). Их дети:
- Роберт II (1154—1218) граф де Дрё и де Брен
- Генрих де Дрё (1155—1199), епископ Орлеана
- Алиса (1156—1217), с 1174 жена Рауля де Куси (1134—1191)
- Филипп де Дрё (1158—1217), епископ Бове
- Изабо (1160—1239), с 1178 жена Юга (ум. 1199), сеньора де Бруа и де Шатовиллен
- Пьер (1161—1186), сеньор де Боконвиль-Воклер
- Гильом (1163—1189), сеньор де Бри-Конт-Робер, де Торси и де Шийли
- Жан (1164—1189)
- Мамилия (1166—1200), монахиня аббатства Шарм, на севере Шато-Тьерри
- Маргарита (1167—?), монахиня аббатства Шарм.